# Leo Lucassen

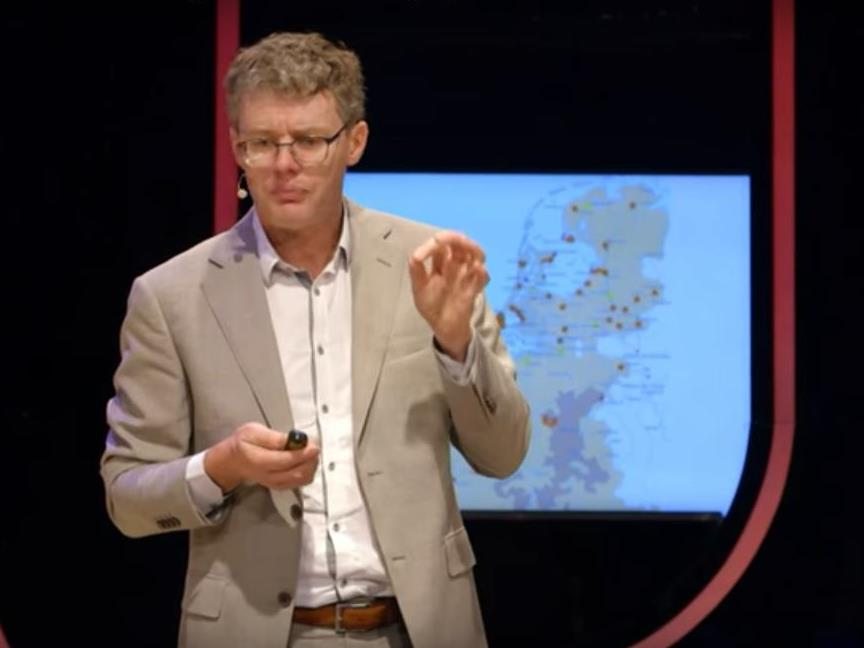
Leo Lucassen (2015)

Leonardus Antonius Christoffel Jacobus (Leo) Lucassen (* 25. Juli 1959 in Meijel) ist ein niederländischer Historiker. Er ist einer der führenden Forscher zur europäischen Zigeunerpolitik in der Neuzeit.

## Leben und Wirken
Lucassen studierte Sozial- und Wirtschaftsgeschichte an der Universität Leiden. Im Jahr 1990 wurde er promoviert mit einer Arbeit über die Geschichte der Sinti und Roma in den Niederlanden. Zwischen 1991 und 1996 arbeitete er als Dozent am Historischen Institut der Leidener Universität. 1998 bis 2002 war er an der Universität Amsterdam, 2002–2003 am Niederländischen Institut für Fortgeschrittene Wissenschaft (NIAS) in Wassenaar beschäftigt.
Im Jahr 2005 teilte er eine Professur für Sozialgeschichte mit Wim Willems an der Universität Leiden und war ebendort von 2007 bis 2014 Professor für Sozial- und Wirtschaftsgeschichte; seitdem  hat er dort den Lehrstuhl für Globale Arbeits- und Migrationsgeschichte inne. Seit September 2014 ist er Direktor des Internationalen Institutes für Sozialgeschichte in Amsterdam. Im Jahr 2019 wurde er als Mitglied in die Königlich Niederländische Akademie der Wissenschaften aufgenommen. Im Jahr 2010 wurde er in die Academia Europaea gewählt.
Er befasste sich in einem 1996 veröffentlichten Werk mit der Frage, warum der Terminus „Zigeuner“ in Deutschland erst seit den 1830er Jahren zu einem polizeilichen Ordnungsbegriff wurde.

## Schriften (Auswahl)
Monographien
- mit Henk van Houtum: Voorbij Fort Europa. Een nieuwe visie op migratie. Amsterdam, Atlas Contact, 2016. ISBN 978-90-450-3182-8.
- mit Jan Lucassen: Gewinner und Verlierer. Fünf Jahrhunderte Immigration. Eine nüchterne Bilanz. Münster, Waxmann, 2014 ISBN 978-3-8309-3062-4.
- Zigeuner. Die Geschichte eines polizeilichen Ordnungsbegriffes in Deutschland 1700–1945. Böhlau, Köln u. a. 1996, ISBN 3-412-05996-X.
- The Immigrant Threat. The integration of old and new migrants in Western Europe since 1850. Urbana, University of Illinois Press, 2005. ISBN 978-0-252-07294-9.
- En men noemde hen zigeuners. De geschiedenis van Kaldarasch, Ursari, Lowara en Sinti in Nederland, 1750–1944. Amsterdam, SDU/Stichting Beheer IISG, 1990. ISBN 90-6861-055-4.

Herausgeberschaften
- mit Klaus J. Bade, Pieter C. Emmer, Jochen Oltmer: Enzyklopädie  Migration in Europa. Vom 17. Jahrhundert bis zur Gegenwart. Schöningh, Paderborn u. a. 2007, ISBN 978-3-506-75632-9.